# Orangetraube
Die Orangetraube (Synonyme: Gelbe Orangetraube, Narancsszölö, Orangentraube) ist eine Weißweinsorte, die aus Wildsorten selektioniert wurde. Sie wurde um 1840 von Johann Philipp Bronner, der sie als Zaehringia nobilis bezeichnete, aus Wildreben in der Nähe des Rheins zwischen Rastatt und Speyer ausgewählt. Die Sorte bringt kräftige, bukettreiche, säurearme Weine, die an Orangenblüten erinnern. Die Sorte ist ein Elternteil der Neuzüchtung des Goldburgers.  

## Ampelographische Sortenmerkmale
Die Triebspitze ist offen. Sie ist dichtwollig behaart mit leicht rötlichem Anflug an den Rändern. Die Jungblätter sind stark behaart. Die mittelgroßen Blätter sind fünflappig und mittelstark gebuchtet. Die Stielbucht ist ellipsenförmig offen. Nur die Buchtenden überlappen. Der Blattrand ist unregelmäßig spitz gesägt. Die Blattoberseite (auch Blattspreite genannt) ist blasig derb ausgeprägt. Die walzenförmige Traube ist klein bis mittelgroß, geschultert und lockerbeerig. Die rundlichen Beeren sind mittelgroß und von gelblich weißer Farbe. Die Beeren sind saftig und erinnern im Aroma leicht an Orangenblüten; ein Aroma, das auch an den Wein weitergegeben wird.
Die Orangetraube reift fast 5 bis 6 Tage nach dem Gutedel und gilt damit als frühreifend. Die Sorte trägt gut, ist jedoch anfällig gegen die Rohfäule. Ihre Winterhärte ist gut.